# 궁즈차오
궁즈차오(중국어 간체자: 龚智超, 정체자: 龔智超, 병음: Gōng Zhìchāo, 한자음: 공지초, 1977년 12월 15일~)는 중화인민공화국의 전직 배드민턴 선수이다. 2000년 하계 올림픽 여자 단식에서 금메달을 획득했다. 또한 세계 선수권 대회에서 은메달 1개와 동메달 1개를 획득했으며 전영 오픈에서 2회 우승을 차지했다.